# Kiiu-Aabla
Kiiu-Aabla – wieś w Estonii, w prowincji Harju, w gminie Kuusalu.